# Trabea cazorla
Trabea cazorla är en spindelart som beskrevs av Snazell 1983. Trabea cazorla ingår i släktet Trabea och familjen vargspindlar. Inga underarter finns listade i Catalogue of Life.